# 연산자
연산자(演算子, 영어: operator) 또는 작용소(作用素)는 물리학과 수학에서 어떤 함수에 작용해 그 함수를 다른 함수로 변형시키는 함수를 말한다.

## 짧은 예
- 선형대수학에서의 선형 연산자
- 해석학, 미적분학에서의 미분 연산자와 적분 연산자

## 유명한 연산자들
- 라플라스 연산자
- 해밀턴 연산자

## 같이 보기
- 피연산자